# Ruta Provincial 91 (Santa Fe)
La Ruta Provincial 91 es una carretera de 155 km de jurisdicción provincial, ubicada en el sur de la Provincia de Santa Fe, Argentina
Comienza en la localidad de Villa La Ribera y finaliza en la Ruta Nacional 9 a 5 km de la ciudad de Cañada de Gómez. Su importancia radica que conecta la Autopista Rosario - Córdoba con la zona de puertos sobre el Río Paraná.

Frecuentemente, entre febrero y abril se encuentra congestionada por camiones que llegan para descargar cereal en las terminales portuarias del cordón industrial.

Su estado no es el mejor, debido al intenso tráfico se provocan accidentes graves

## Localidades
Las ciudades y pueblos por los que pasa esta ruta de este a oeste son los siguientes:

### Provincia de Santa Fe
Recorrido: 74 km
- Departamento Iriondo: Villa La Ribera (km 0), Serodino (km 12,5), Totoras (km 34), Bustinza (km 60)